# 2043年3月25日月食
2043年3月25日月食为一次將在协调世界时2043年3月25日出現的月全食。該次月食半影食分為2.216、全影食分為1.119。偏食維持了108分，全食維持27分。

## 概述
這次月食的食分是12.31，偏食維持了108分，全食維持27分。

## 基本參數
- 類型：月全食
- 食甚資料：
  - 日期：2043年3月25日
  - 時間：14:30
  - 月球位置：赤經12.31度、赤緯-1.6度
  - 食分：半影食分：2.216、全影食分：1.119
  - 持續時間：偏食108分、全食27分

## 外部連結
- NASA月食專頁（页面存档备份，存于）（英文）